# Polecenia systemu operacyjnego CP/M
Polecenia systemu operacyjnego CP/M – polecenia, które umożliwiały użytkownikowi zlecanie wykonania określonych funkcji systemowi operacyjnemu. Praca odbywała się w konsoli tekstowej. Polecenia wprowadzane były więc z klawiatury, jednak mogły również zostać zapisane w pliku i być wykonywane w sposób wsadowy. Nomenklatura stosowana przez większość autorów w literaturze przedmiotu, w odniesieniu do poleceń systemu CP/M, stosuje określenie dyrektywa.

## Dyrektywy rezydentne
Dyrektywy rezydentne, dyrektywy wewnętrzne, to polecenia zlecające wykonanie najczęściej stosowanych operacji podstawowych. Wykonywane są szybciej niż pozostałe dyrektywy, gdyż programy ich obsługi zawarte są w module CCP systemu, wczytywanym do pamięci operacyjnej po uruchomieniu systemu komputerowego w trakcie ładowania systemu operacyjnego.
Dyrektywy wewnętrzne obejmują następujące polecenia:
- X: – zmiana bieżącego napędu dyskietek
- USER – ustalenie numeru użytkownika i przełączanie pomiędzy użytkownikami
- ERA – kasowanie pliku
- DIR – wyświetlenie informacji o katalogu i plikach
- REN – zmiana nazwy pliku
- SAVE – przepisanie fragmentu pamięci operacyjnej do pliku
- TYPE – wyprowadzenie pliku na konsolę.

## Dyrektywy nierezydentne
Dyrektywy nierezydentne, dyrektywy zewnętrzne, to polecenia systemowe, których wykonanie jest realizowane przez dostarczony wraz z systemem program, zawarty w odrębnym pliku.
Dyrektywy zewnętrzne obejmują następujące polecenia:
- STAT – informacje o plikach i katalogach oraz informacja lub zmiana powiązań urządzeń fizycznych z urządzeniami logicznymi
- ASM – asembler
- LOAD – ładownie programu w zapisie szesnastkowym i utworzenie programu wykonywalnego
- DDT – ładowanie programu uruchomieniowego
- PIP – program obsługi plików
- ED – edytor tekstu
- SYSGEN – umieszczenie systemu na nowej dyskietce
- SUBMIT – obsługa przetwarzania wsadowego
- DUMP – wyprowadzenie pliku na konsolę w postaci szesnastkowej
- MOVCPM – tworzenie i dostosowywanie systemu do nowego obszaru pamięci.

## Informacje uzupełniające
W dyrektywach systemu CP/M można w większości przypadków podawać nazwę pliku, zarówno jednoznaczną jak i wieloznaczną. W przypadku nazwy wieloznacznej polecenie będzie dotyczyć grupy plików, których nazwa spełni podane kryteria. Ponadto nazwy plików, zarówno jednoznaczne jak i wieloznaczne, mogą zostać opcjonalnie poprzedzone oznaczeniem napędu dyskietek wskazującym, na której dyskietce znajdują się pliki, które podlegać będą przetwarzaniu.
Jednoznaczne oznaczenia plików: nazwa.rozszerzenie; przy czym dopuszczalne jest rozszerzenie o długości maksymalnie 3 znaków. Oznaczenia niejednoznaczne zawierają znaki: pytajnik „?” – oznaczający dowolny znak na danej pozycji w nazwie pliku oraz gwiazdka „*” – oznaczającą dowolny ciąg znaków w nazwie, w danej lokalizacji.
Napędy dyskietek posiadają oznaczenia literowe: A, B, C ... .